# Dalmine (azienda)

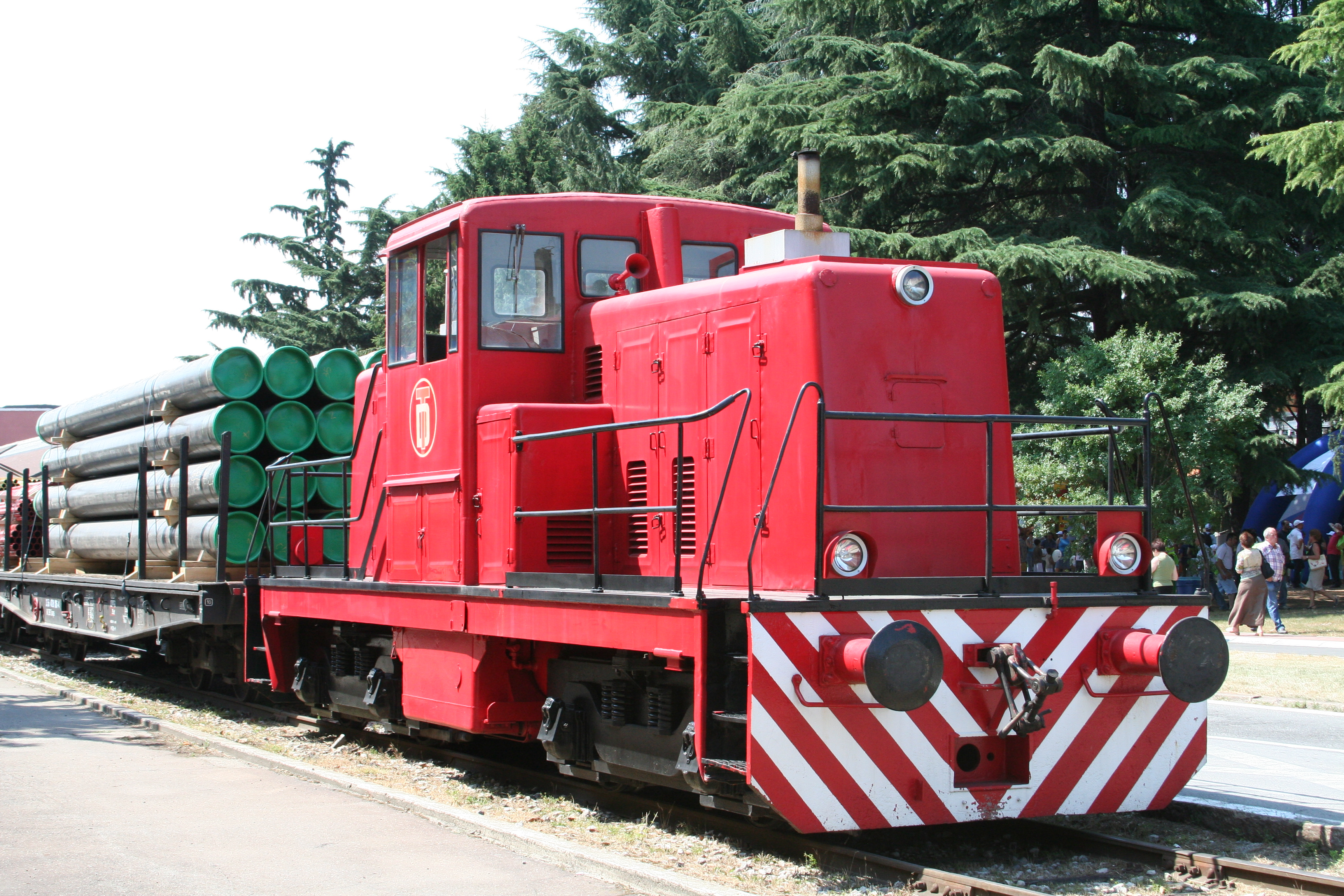
Locomotiva da manovra in uno stabilimento della TenarisDalmine

La Dalmine S.p.A. è una società dedicata alla produzione di tubi in acciaio senza saldatura, bombole e componentistica auto, con un processo integrato a partire dal rottame di ferro. La società fa parte del gruppo Tenaris (a sua volta parte del gruppo Techint) e per questo i suoi prodotti sono venduti con il marchio TenarisDalmine.

## Storia
La Società anonima tubi Mannesmann venne fondata a Milano il 27 giugno 1906 ad opera della Deutsch-Oesterreichische Mannesmannröhren-Werke di Düsseldorf, della Società metallurgica italiana di Livorno e di Eugen Hannesen, che assume la carica di amministratore delegato.
Nel 1908 iniziò la costruzione dello stabilimento di Dalmine e nel 1909 venne prodotto il primo tubo d'acciaio. Nel 1911 la Società metallurgica italiana cede le proprie azioni al partner tedesco.
Allo scoppio della prima guerra mondiale la proprietà fu rilevata e incorporata dall'azienda siderurgica bresciana Società alti forni fonderie acciaierie e ferriere Franchi-Gregorini.
Nel 1920 venne costituita la nuova Società anonima stabilimenti di Dalmine.
Dopo il conflitto la società si ritrovò, come molte altre aziende in quel periodo, in una difficile situazione finanziaria; così la Franchi Gregorini cede le proprie quote alla Banca Commerciale Italiana e alla FIAT che nel 1923 cedette le proprie quote alla banca.
Nel 1924 venne quotata in borsa. Nel 1933 la Dalmine seguì il destino di tante altre aziende siderurgiche (Ilva, Acciaierie di Terni) e cantieristiche (Ansaldo) in difficoltà, che erano state rilevate dalle banche e che furono salvate con la costituzione dell'IRI.
Nel 1937 la Dalmine viene ceduta al gruppo Finsider. In quel periodo la ristrutturazione della compagnia fu seguita per conto della Finsider dall'ingegner Agostino Rocca, futuro fondatore del gruppo Techint che avrebbe acquistato proprio la Dalmine nel 1996: sotto la sua guida la compagnia era una delle prime nel settore del ferro e dell'acciaio.
Nel 1939 la ragione sociale viene modificata in Dalmine S.A., portata poi a Dalmine SpA nel 1946.
Nel luglio 1944 gli stabilimenti furono bombardati e solo nel 1946 tornarono pienamente in servizio. Negli anni del "miracolo economico" italiano la Dalmine era uno dei fiori all'occhiello dell'industria italiana: pur essendo controllata dallo Stato, rimase quotata in Borsa ed era un modello di efficienza e di sviluppo tecnologico. Contribuì allo sviluppo della produzione di gas in Italia da parte di Eni, fornendo sia materiale per la perforazione e completamento dei pozzi di ricerca e produzione (aste di perforazione, casing e tubing di produzione) e sia i tubi per la costruzione dei gasdotti voluti da Enrico Mattei che contribuirono alla rinascita industriale italiana; questa produzione superò la richiesta nazionale, permettendone anche l'esportazione all'estero favorita dalla qualità dell'acciaio  .
Negli anni settanta l'azienda avvia un importante rinnovamento organizzativo e tecnologico, con la nuova acciaieria elettrica (1976) e il nuovo laminatoio per la fabbricazione di tubi di medio diametro "nuovo treno medio“ (1978) realizzati a Dalmine.
Nel 1989 Finsider S.p.A viene posta in liquidazione e Ilva S.p.A. le subentra quale controllante della Dalmine.
Il 27 febbraio 1996 fu privatizzata: l'Ilva posta anch'essa in liquidazione, cedette la propria quota dell'84,08% del capitale sociale in Dalmine Spa al gruppo Techint, alla Banca di Roma e a terzi investitori. Nel 1997 Techint Investments Netherlands B.V. portò la sua quota al 47% acquistando le azioni possedute dalla banca romana.
Nel 2002 Techint raggruppò tutte le sue attività nella produzione di tubi in acciaio costituendo il gruppo Tenaris, di cui Dalmine Spa fa parte. A questa data il 47% della Dalmine S.p.A era controllato Techint Investments Netherlands B.V. e il 41,413% era stato acquisito tramite un'Offerta Pubblica di Scambio dalla holding lussemburghese Tenaris S.A.

Precedente logo della Dalmine

Con più dell'88% delle azioni Tenaris lanciò un'offerta pubblica di acquisto Residuale passando al 96,81% e delistò la società dalla Borsa nel 2003.
Nel 2005 il controllo di Dalmine Spa da parte del gruppo Tenaris è del 99,205% (67,875% tramite Tenaris SA e 31,330% tramite Techint Investments Netherlands B.V.).
Nella seconda parte del 2009, a seguito di una contrazione dell'attività produttiva, l'azienda comunica la propria intenzione di voler operare una drastica riduzione dei posti di lavoro, pari a più di un terzo della forza lavoro. Nella vertenza per il mantenimento dell'occupazione, oltre alle parti sociali, intervengono anche ministri del governo.
Durante la pandemia da Covid, avendo ricevuto una commessa per produrre nel minor tempo possibile cinquemila bombole di ossigeno per uso medico per aiutare i pazienti colpiti dalla malattia, una squadra di trenta operai si è offerta volontaria di rimanere al lavoro, compiendo il lavoro nella metà del tempo di solito necessario: Maurizio Magli, uno dei lavoratori del reparto è stato perciò insignito del titolo di Cavaliere al merito della Repubblica.

## Archivio
L'archivio della società siderurgica (1906 - 2006) , è conservato dalla Fondazione Dalmine e comprende il patrimonio documentale prodotto o ricevuto dall'azienda e dalle sue controllate e collegate a partire dal 1906, anno di costituzione, suddiviso in cinque sezioni: Documenti (1906 - 2005), Fotografie (sec. XX - 2006), Disegni architettonici (inizio sec. XX - fine sec. XX), Audiovisivi (secondo quarto sec. XX - 2000),  e Biblioteca storica aziendale (sec. XX -ultimo quarto sec. XX).